# Lake Waipori
Lake Waipori ist der kleinere und flachere zweier Seen in den Feuchtgebieten südwestlich von Dunedin im Clutha District der Region Otago auf der Südinsel Neuseelands. Er wird vom Waipori River durchflossen, der wiederum ein Zufluss des Taieri River ist. Das Feuchtgebiet bildet den südlichen Rand der Taieri Plains. Im Südwesten grenzen die Sinclair Wetlands an den See an.
Der See wird von zahlreichen Wasser- und Sumpfvögeln bewohnt. Für Freizeitaktivitäten, außer Angeln und Entenjagd, ist er wegen seiner geringen Tiefe und des wegen der umliegenden Sümpfe schlechten Zuganges nicht nutzbar. Der See kann über den Waipori River von Berwick aus mit Booten, die einen flachen Boden und geringen Tiefgang haben, oder mit Jetbooten erreicht werden. Für normale Motorboote ist der See zu seicht.